# Dionis
Dionis (în greacă Διόνυσος, transliterat: Dionysos) este, în religia și mitologia greacă, zeul vinului, livezilor și fructelor, vegetației, fertilității, festivității, nebuniei, maniei rituale, extazului religios și teatrului. El era cunoscut și sub numele de Bacchus (greaca veche: Βάκχος) de către greci (nume adoptat ulterior de romani) pentru o frenezie pe care se spunea că o induce, numită baccheia.
Ca Dionysos Eleutherius („eliberatorul”), vinul, muzica și dansul său extatic îi eliberează pe adepți de temeri și griji, și subminează constrângerile opresive ale autorității. Thyrsus-ul său, un sceptru din tulpini de fenicul, uneori înfășurat cu iederă și picurat cu miere, este atât o baghetă binefăcătoare, cât și o armă folosită pentru a-i distruge pe cei care se opun cultului său și libertăților pe care le reprezintă. Se crede că cei care participă la misterele sale devin posedați și împuterniciți de însuși zeul.

## Epitete
- Agnós (ἁγνός) - „pur”, „sfânt”;

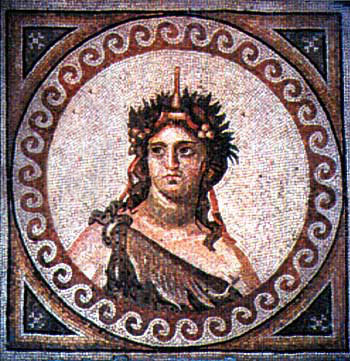
Dionis - mozaic din Antakya

- Ágrios (Ἄγριος) - „care trăiește pe câmpuri”, „sălbatic”, „feroce”;
- Ærívromos (Ἐρίβρομος) - „cel cu răget puternic”;
- Áreios (Ἄρειος) - „războinic”;
- Choroimanes (Χοροιμᾰνής) - „înnebunit după dans”;
- Chrysokeros (Χρῡσόκερως) - „cu coarne de aur”;
- Dimítohr (Διμήτωρ) - „născut de două ori”;
- Evantís (Εὐανθής) - „împodobit cu flori”;
- Efkarpos sau Eukarpos (Εὔκαρπος) - „roditor”;

## Legenda

### De două ori născut

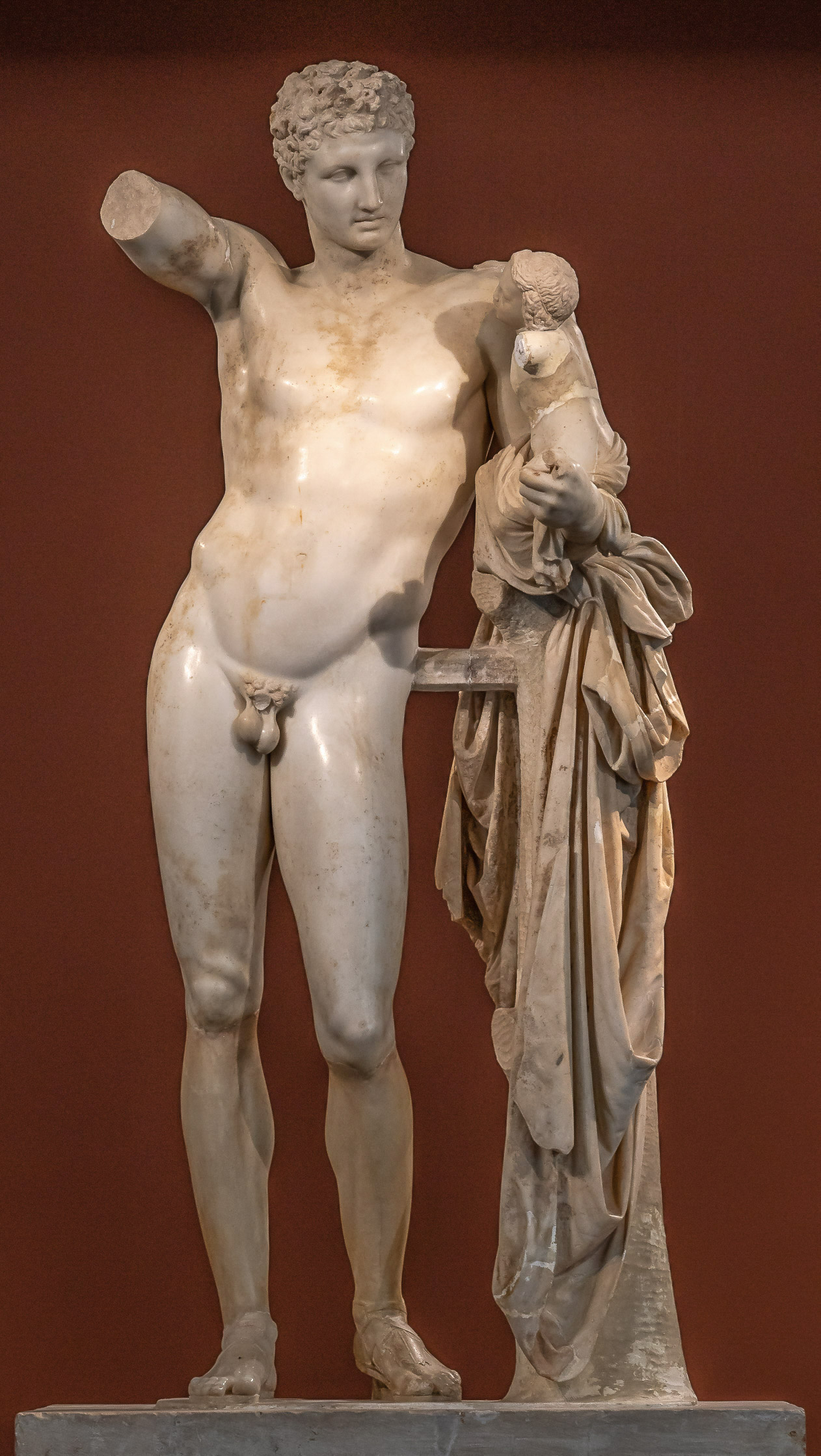
Hermes cu Dionis copil, sculptură atribuită lui Praxiteles

Dionis era fiul lui Zeus cu muritoarea Semele, fiica regelui teban Cadmos și a Harmoniei. Se număra, deci, din cea de-a doua generație de zei olimpieni. Semele își găsi sfârșitul datorită geloasei Hera, care o determinase să-i ceară lui Zeus să i se arate în ipostaza sa zeiască. Zeus i-a apărut într-adevăr, înconjurat de fulgere și tunete, și i-a cauzat astfel moartea. Zeus a reușit totuși să-și salveze copilul încă nenăscut și l-a cusut în propria lui coapsă, de unde îl zămisli apoi pe Dionis. Astfel, Dionis este cunoscut drept zeul "care s-a născut de două ori". Ca să-și ferească copilul de Hera, Zeus l-a ascuns în casa regelui Athamas și a soției acestuia, Ino. Acolo Dionis a trăit îmbrăcat în haine femeiești pentru a nu fi recunoscut, dar a fost descoperit de Hera și, drept răzbunare, mințile lui Ino și lui Athamas au fost luate. Atunci Zeus îl încredințează pe Dionis prin intermediul lui Hermes nimfelor de la Nisa (vezi și Hyades), mai târziu lui Silen.
O altă variantă afirmă că Hera i-ar fi convins pe titani să-l ademenească cu jucării, să-l sfâșie și să-i ardă corpul. Numai inima i-a rămas, păstrată de Demetra, Rhea sau Artemis, și din ea acesta a renăscut.

### Mituri
Ajuns adult, el a luat parte la lupta zeilor cu giganții, Gigantomahia, în care l-a ucis pe Euritus cu tirsul său, un toiag încununat de conuri de pin. Conform legendelor, și-a propagat el însuși cultul, ducându-l din Tracia în întreaga lume, ajungând în Egipt, Siria, Frigia și, în sfârșit, în India. 
Pe muritori, zeul îi învață să cultive vița de vie. În plus, el avea darul de a face să țâșnească din țărână lapte, miere și vin, spulberând cu acestea grijile oamenilor. Față de cei care i s-au împotrivit s-a arătat crud, luându-le mințile (ca în cazul regilor Lycurg și Pentheus), sau transformându-i în delfini (ca, de exemplu, pe pirații tirenieni care doriseră să-l ia ostatic în drumul lui spre India). Pe insula Naxos Dionis a găsit-o pe Ariadne, abandonată de către Tezeu, și a luat-o de soție. Se spune despre Dionis că a coborât până la urmă și în Infern ca să-și salveze mama. Hades s-a lăsat înduplecat, astfel încât Dionis a putut să o aducă pe Semele în Olimp. Dionis a reușit să-l aducă în Olimp și pe Hefaistos, fiul infirm cu care se rușina Hera.

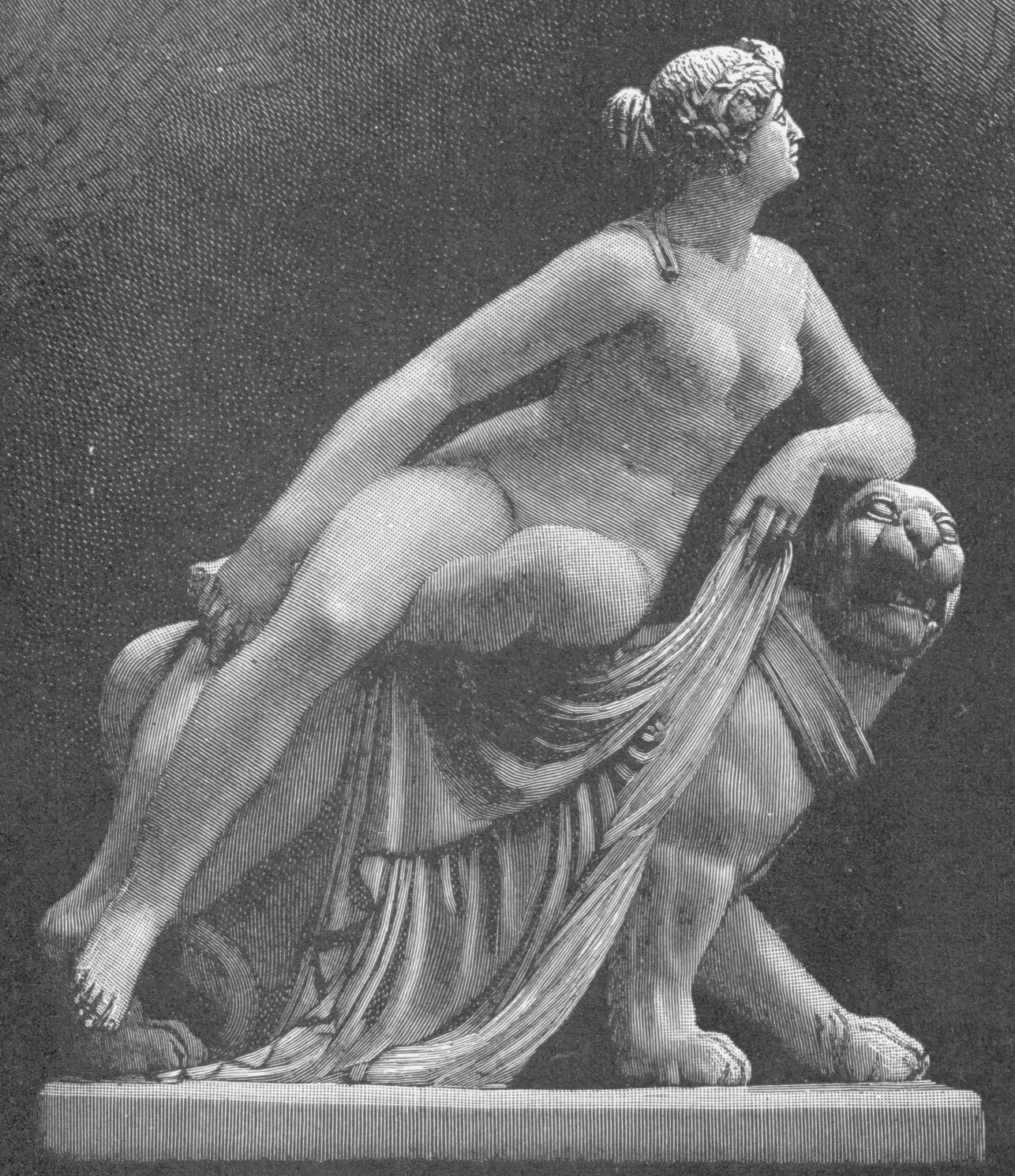
Johann Heinrich von Dannecker: "Ariadne pe panteră", 1814, stadiu din 1889

Însoțitorii lui Dionis erau silenii, satirii și nimfele. Menadele, tiadele și bacantele formau cortegiul adoratoarelor sale, încununate precum zeul însuși cu iederă sau frunze de viță de vie și purtând tirsuri împodobite cu conuri de pin. Acest cortegiu ducea o viață sălbatică, vâna animalele pădurii și le devora crude. Chiar și Dionis lua câteodată înfățișarea unui animal, de cele mai multe ori cea a unui țap sau a unui taur. Eliade îl identifică de aceea pe zeu cu "Străinul din noi înșine, temutele forțe antisociale pe care le dezlănțuie patima divină".

### Moartea și Infernul
- Dionisos avea un mormânt la Delfi[8]
- Moartea sa la Argos[8]
- Conform imnului orfic LIII, când este absent, se află lângă Persefona[8]
- În mitul Zagreus-Dionisos, acesta este sfâșiat de titani și mâncat. O parte a corpului său este păstrată și acesta reînvie[8]

## Cultul lui Dionis
Cultul era originar probabil din Tracia sau din Lydia, dar se răspândise în întreaga lume veche (vezi și originile tracice ale orfismului). În epoca elenistică și romană, Dionis era cel mai popular dintre zei. Zeul cu numele frigian de Sabazios, dat de greci fiului zeiței trace Bendis, era venerat la traci ca "Eliberatorul" de anotimpul rece. Numele de Bacchus, sub care era cunoscut la romani, este de origine lydiană. Romanii l-au numit pe Dionis însă și Liber, probabil în conformitate cu originea sa tracică. Cu armatele lui Alexandru Macedon cultul acestui zeu a ajuns și în India. Popularitatea sa a fost propagată și de Technites, asociații parareligioase de artiști dionisiaci atestate la Atena din 300 î.Hr.
Ca eliberator al vieții odată cu venirea primăverii, Dionis era sărbătorit alături de Demetra în misterele din Eleusis, ceea ce a dus în epoca romană la comemorarea nunții lui Liber cu Libera, aceasta fiind reprezentată de Persefona, cea eliberată primăvara din lumea umbrelor. Atât educația acordată de nimfele din Nisa cât și miturile regilor Lycurgus și Pentheus denotă originea străină a zeului. Serbările date în cinstea lui (dionysia sau bacchanalia) erau foarte populare. Leneele din decembrie și ianuarie erau caracterizate de reprezentații teatrale de tip cultic, asemenea micilor și marilor Dionisii, care erau influențate probabil de orfism. Atunci zeul era sărbătorit sub numele de Bromius (Asurzitorul) în cântece și dansuri, adesea cu caracter orgiastic. Din obiceiurile de deghizare și de recitare a ditirambilor a luat ființă tragedia, din procesiunile cu simboluri falice, care celebrau fertilitatea, comedia greacă. Sanctuarul templului de la Delphi era consacrat în timpul iernii lui Dionis și doar vara lui Apollo. Misterele zeului, inițiate de orfici, s-au celebrat în Italia până târziu în epoca imperială.
Tragedia greacă este considerată a fi o extensie a ritualurilor antice desfășurate în onoarea lui Dionisos, influențând puternic teatrul din Roma Antică și din Renaștere. Dionis este protagonistul tragediei Bachantele.

### Arhesteriile
Conform Tucidide, cele mai vechi și mai importante sărbători ale lui Dionis erau Anthesteriile. Se serbau o dată pe an la sfârșitul lui Ianuarie, începutul lui Februarie, timp de trei zile în Atena. Marcau atât fermentarea vinului nou cât și deschiderea sezonului de navigație. 
Prima zi se numea Pithoigia, de la deschiderea butoaielor de pământ pithoi. Se duceau butoaiele în sanctuarul lui Dionis și se gusta vinul nou. A doua zi, Choes (lit. „urcioarele”) avea loc un concurs de băut. În aceeași zi, într-o "Nuntă Sfântă" ("Hieros Gamos"), soția lui arhon basileus se dăruia zeului, care era sărbătorit ca Anthios (Zeul Florilor). Anthesteriile se țineau cu ocazia întoarcerii zeului din Infern și de aceea toate trei, dar mai ales a doua, erau considerate nefaste. Se considera că Dionis coboară în Infern și se întoarce victorios cu umbrele morților dar și cu kere-le, entități malevolente. A treia zi era destinată alungării acestor spirite malefice.

### Mania
În mitologie, Dionis este asigurat cu rituri legate de manie și reîncarnare. Prin vin și îmbătare, prin scenele de sfârtecare și mâncatul de carne crudă al unui sacrificiu care reprezintă zeul, se introduce tema extazului dionisiac care înseamnă depășirea condiției umane. Asemenea frenezii se numeau Bacanale și preotesele se numeau Bacante.

### Dionis și Hades
Mitologia sa și cultul său fac referire la reînnoire, coborâre în Infern (katabază) și ciclicitate. Un astfel de exemplu sunt imnurile lui Plutarh (De Iside, 35), unde Dionis era invocat să se ridice din mare. Multe astfel de rituri subliniază legătura dintre agricultură, moarte și reînnoire; ca atare mulți, printre care Heraclit, consideră că Dionisos este considerat o entitate în oglindă a lui Hades, sau Hades el însuși.

## Dionis în artele plastice

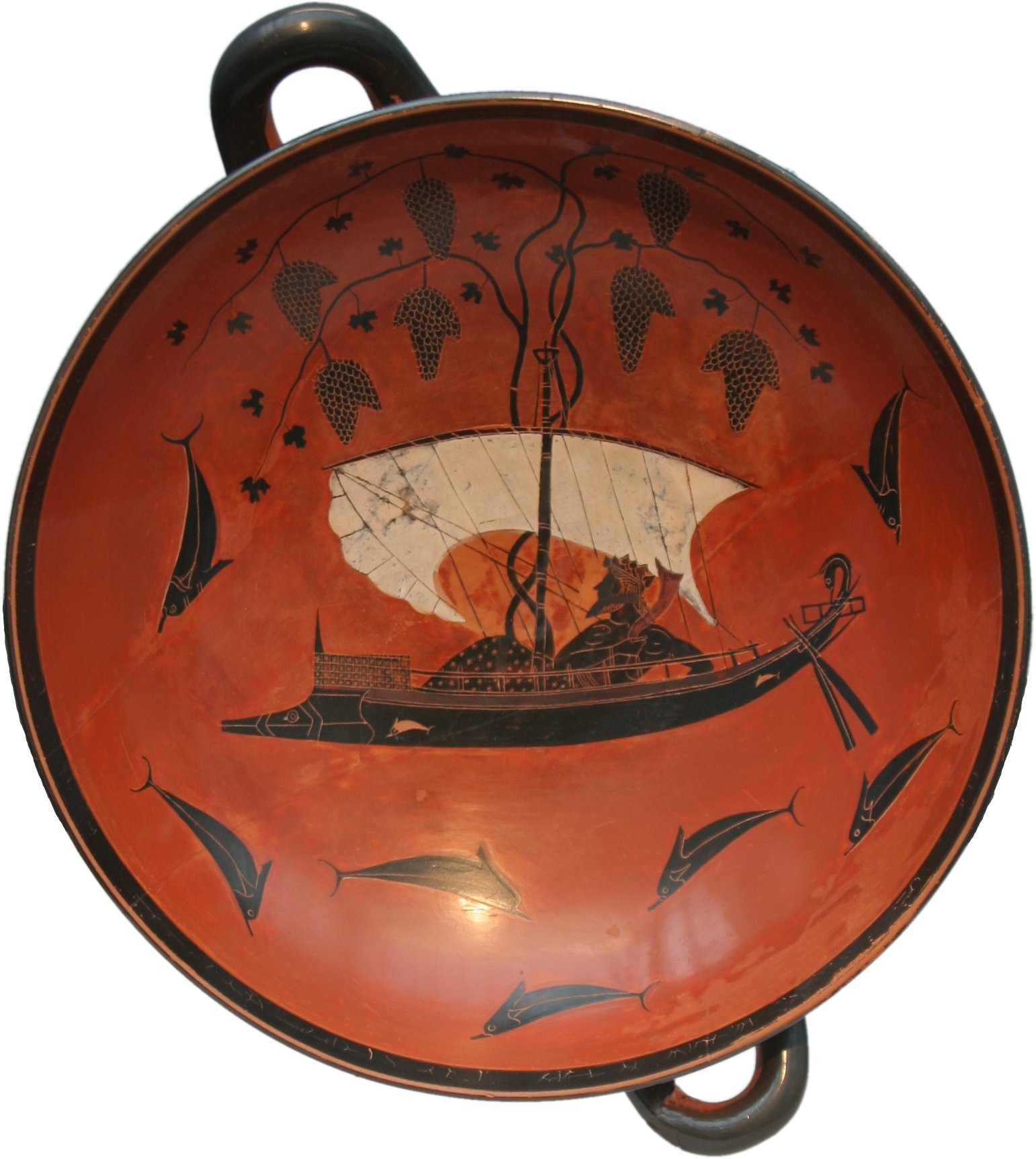
Dionis navigând, tava lui Exekias, ca. 550-530 î. e. n.

Primele reprezentări ale zeului Dionis în mijlocul cortegiului său, adesea însoțit și de Ariadne, se întâlnesc pe vazele grecești din secolul VI î. e. n. Celebre sunt scena "Întoarcerii lui Hefaistos în Olimp" de pe așa-numita vază a lui François, cea cu menade a pictorilor olarilor Kleophrades (München), Amasis (Würzburg și Louvre) și Kleophon, și în fine cea a călătoriei zeului pe mare, spre Naxos, de pe tava lui Exechias (München, Staatliche Antikensammlung). 

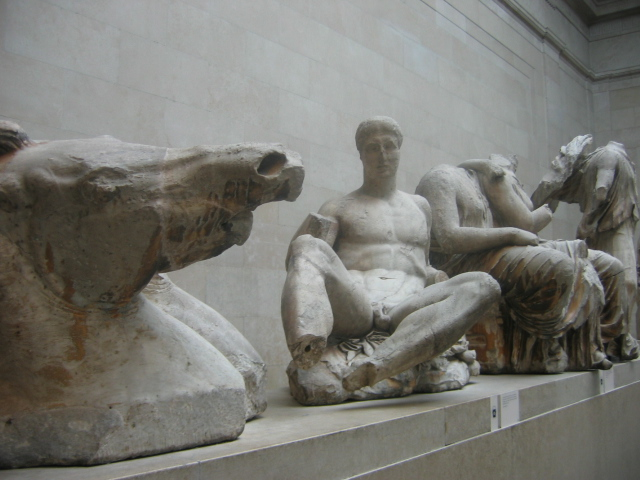
Detaliu cu Dionis (mijloc) de pe frontonul de est al Parthenonului, ca. 440-432 î. e. n., British Museum

La jumătatea secolului V î. e. n. se produce o schimbare în iconografie; zeul care fusese până atunci bărbos, încununat cu iederă și purtând veșminte lungi, ia de acum încolo o înfățișare adolescentină. Atributele îi sunt pe lângă tirs, toiagul său ornat cu conuri de pin și frunze de viță de vie, un kantharos (vas pentru vin), pantera și șarpele. Cu aceste atribute e reprezentat de Lydos, pe craterul lui Pronomos (Napoli 3240) și în scena gigantomahiei de pe friza de est a Parthenonului, metopa "Est 2" (in situ Atena). Pe aceeași friză de est a Parthenonului figura Dionis și în sfatul olimpienilor înaintea luptei cu giganții, ca ideal al nudului grecesc împodobea frontonul de est al templului. Din secolul al IV-lea reprezentarea ca tânăr imberb devine canonică, după cum se poate observa pe vasele din Panticapaion (Kerci, Ucraina) și din regiunea Puglia sau în reliefurile monumentului lui Lisicrate din Atena, care descriu lupta cu pirații tirenieni. Paralel supraviețuiește în operele elenistice arhaizante și tipul zeului bărbos, prin așa-zisul tip "Louvre-Freiburg". Dionis mai poate fi reprezentat, începând cu sec. IV î. e. n., și prin măști, datorită originii teatrului din cultul său.

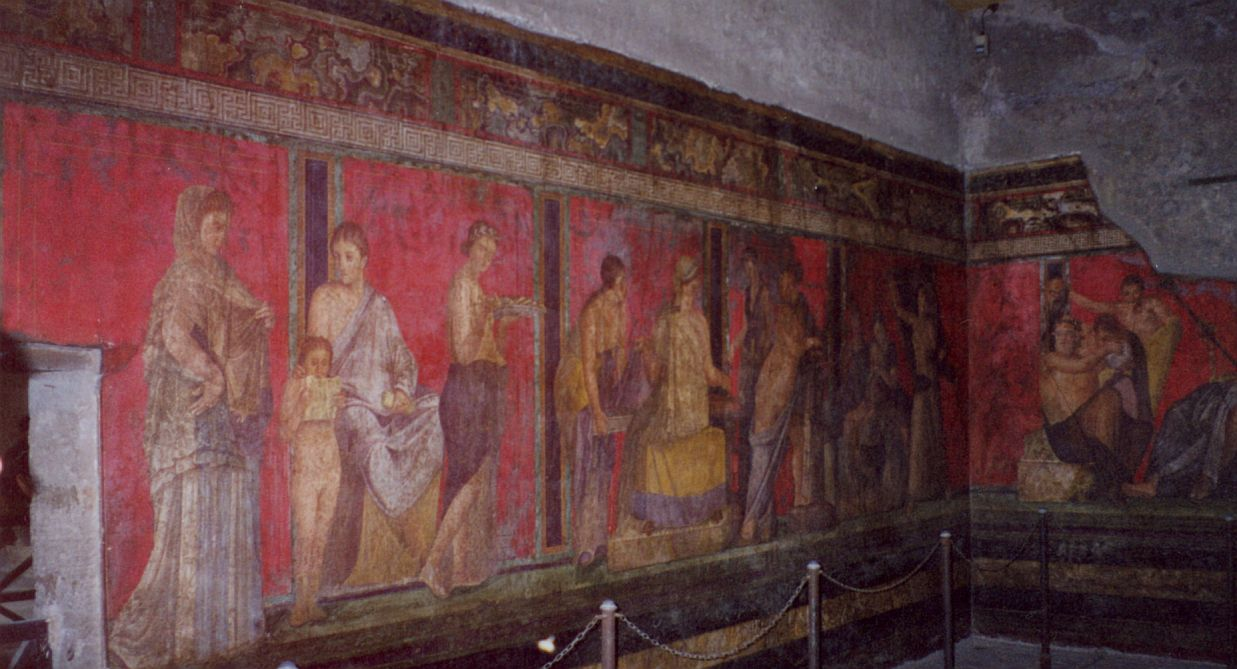
Inițierea în cultul dionisiac, scene din anii 50 î. e. n. din Pompei, "Vila Misterelor", imagine Martin Herbst 2003.

Reprezentări ale zeului se întâlnesc des în pictura murală din Pompeii, de pildă ca patron al misterelor într-un ciclu scenic influențat de cultul orfic în "Vila Misterelor" sau, împreună cu Ariadne pe insula Naxos, într-o scenă din "Casa del Citarista" (azi în Museo Archeologico Nazionale, Napoli). Nunta cu Ariadne și cortegiul dionisiac sunt și temele preferate de sarcofagele și mozaicurile romane. 

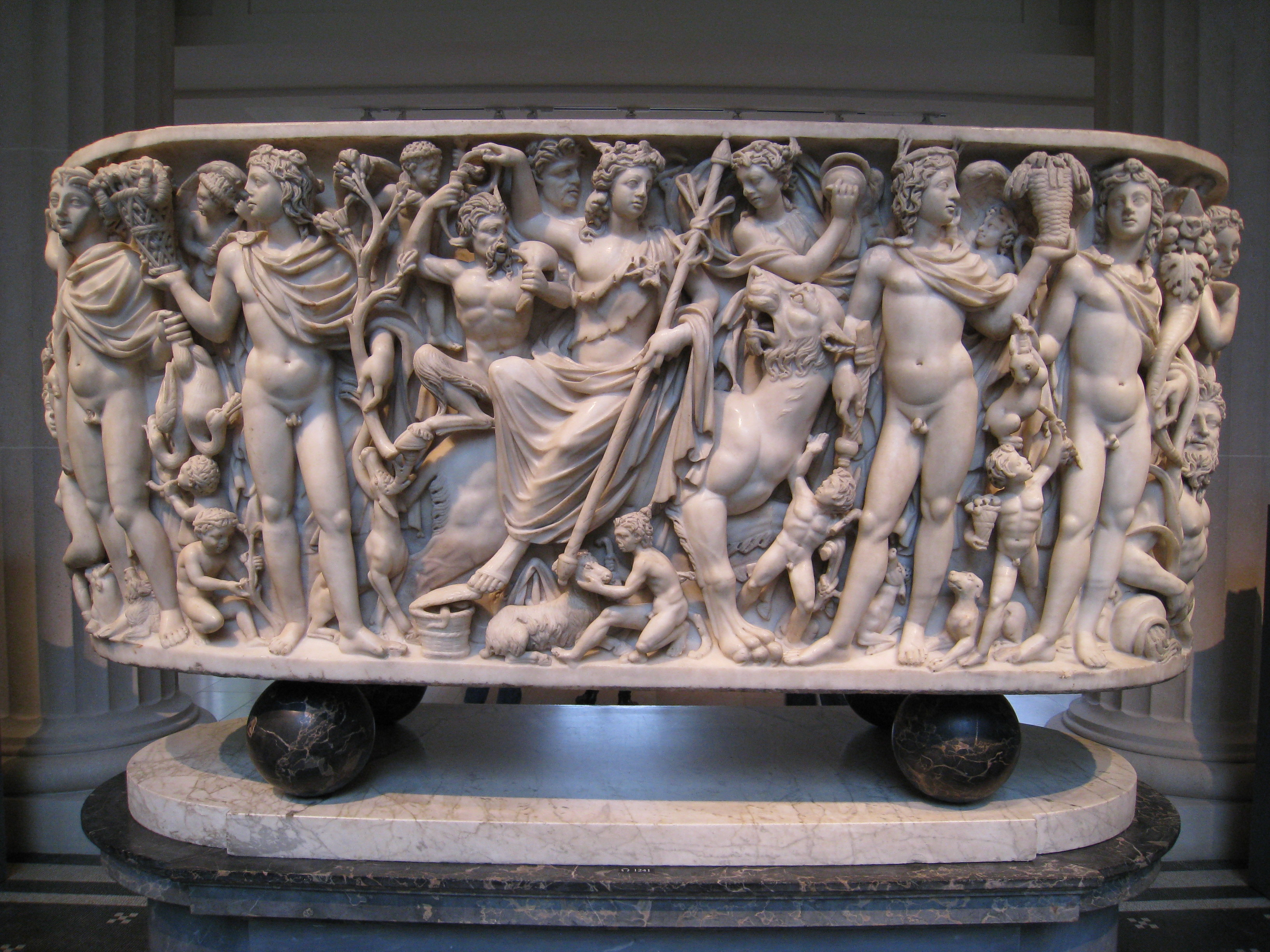
Dyonisos reprezentat pe un sarcofag

Arta medievală nu îi acordă multă atenție zeului. Dacă este totuși înfățișat, de exemplu în ilustrații ale manuscriselor lui Hrabanus Maurus și Fulgentius-Metaforalis, atunci în postura de zeu al vinului, cu o cunună din vița de vie și cu o cupă în mână. 

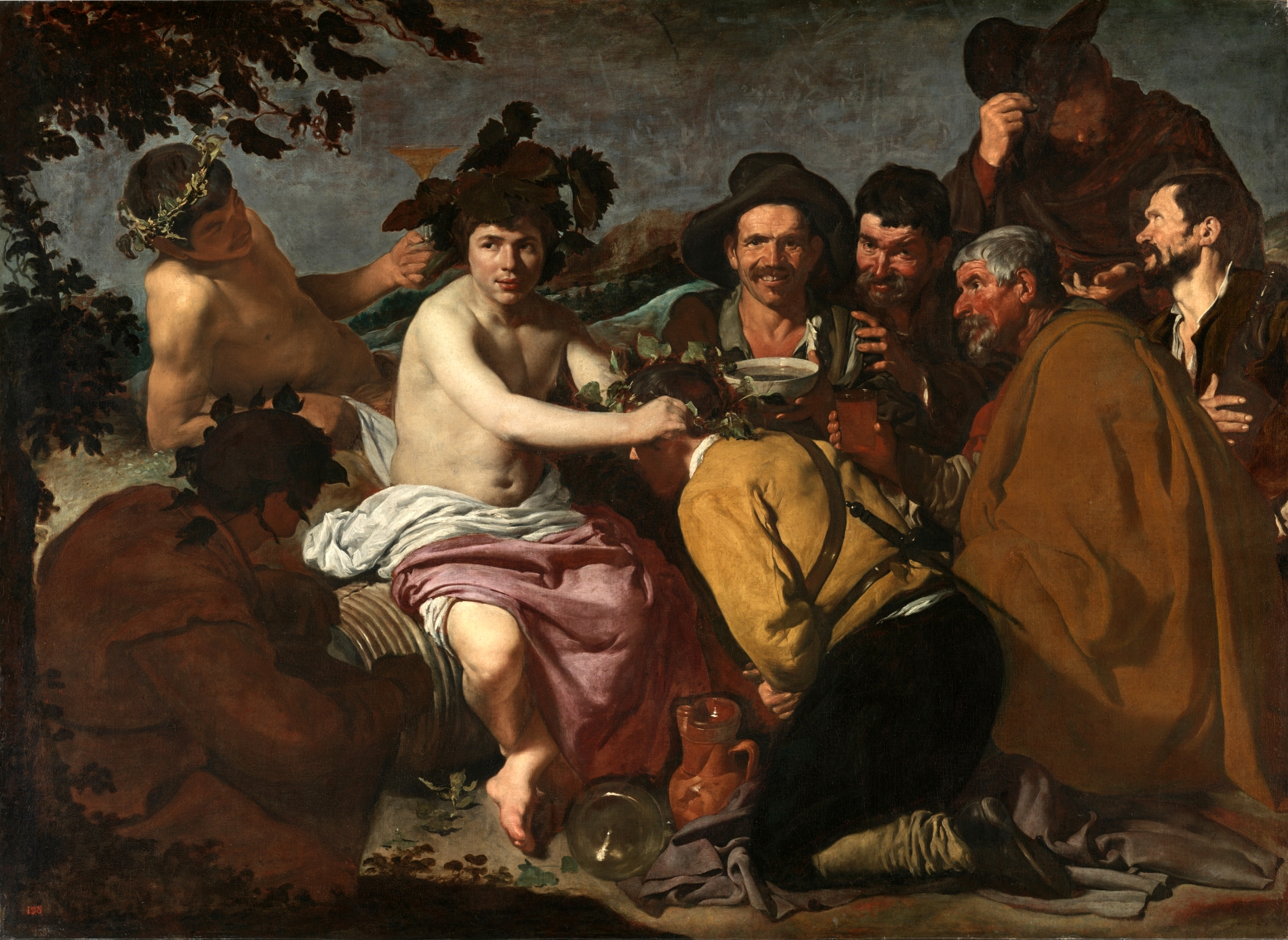
Diego Velázquez: Los Borrachos, 1628/29, Prado, Madrid

Astfel îl reprezintă, mult mai des, și artiștii renascentiști. Bacchanalele sunt de exemplu o temă a gravurilor lui Andrea Mantegna, care îl influențează și pe Albrecht Dürer. Dionis-Bacchus apare la ambii artiști ca un satir durduliu și amețit de băutură. Acest tip se regăsește mai târziu la Tițian ("Il Baccanale degli Andrii", ca. 1518, Prado, Madrid) și la Peter Paul Rubens ("Bacchus", 1638-40 , 191 x 161.3 cm, Ermitaj, St. Petersburg]). 

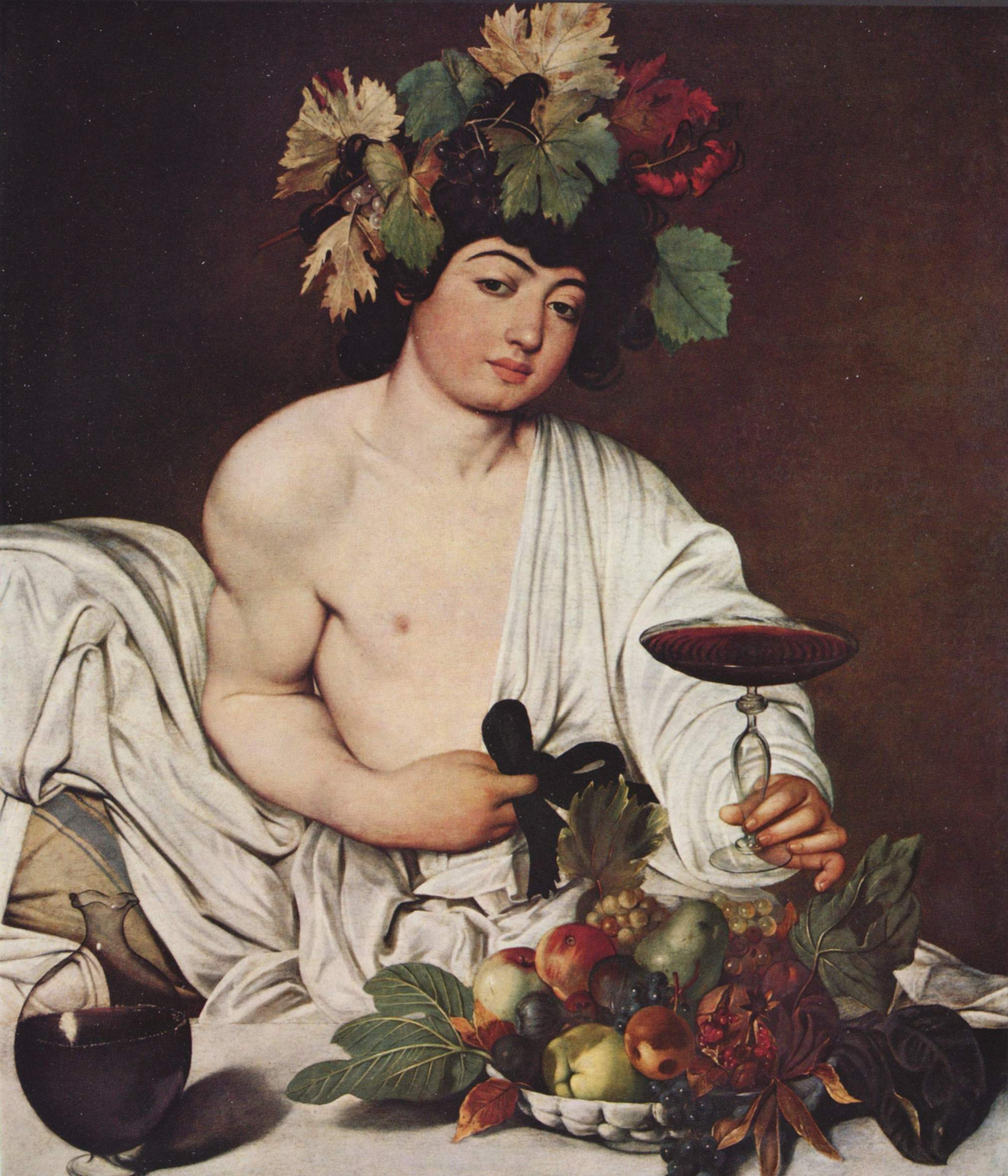
Michelangelo di Merisi, numit Caravaggio: Bacchus, ca. 1596, 95 × 85 cm, Galleria degli Uffizi, Florența

Michelangelo Buonarroti îl sculptează în tinerețea lui chiar pe zeul Dionis clătinându-se și având înfățișarea unui adolescent molatic (sculptură din marmură, 1497/98, Galleria degli Uffizi, Florența), șocându-și puternic contemporanii, care căutau în imitarea artei antice idealul bunei măsuri. În felul acesta neconformist, ca întruchipare a senzualității și a vanității în figura unui tinerel stricat, îl pictează și Caravaggio. Acesta s-a identificat chiar cu zeul în autoportretul în postura de "Bacchus bolnav" (ca. 1593, Galleria Borghese, Roma) . În baroc tipul acesta iconografic se transformă, subordonat tematicii vanității, într-un copilandru bând vin, de exemplu la Guido Reni (Gemäldegalerie Dresda).
Pictura flamandă îi consacră lui Bacchus în secolele XVI și XVII un loc în festivitățile campestre, în mijlocul țăranilor, de pildă în "Nunta țărănească" a lui Johann Liss (Szépmüvészeti Múzeum, Budapesta). Acest motiv e preluat și de Velázquez (imaginea din stânga).
Educația lui Dionis de către nimfe și legătura lui amoroasă cu Ariadne devin teme ale protoclasicismului francez din epoca raționalismului, de exemplu la Nicholas Poussin, în "Mercur îl încredințează pe Bacchus nimfelor", ca. 1625-27, Musée du Louvre, dar și în diverse reprezentări ale Bacchanalelor cu accentul pus pe exercitarea cultică a dansului și a muzicii.
Arta rococoului nu a mai fost atât de interesată de temă, ea tinzând spre aplanarea pasiunilor în viziunile ei grațioase. Artiștii l-au citat pe Dionis doar ca personificare a toamnei sau a lunii octombrie. Ca o concluzie a atitudinii secolului XVIII față de zeu pare interpretarea cu un iz ușor sentimental dată salvării Ariadnei de către clasicistul german Johann Heinrich von Dannecker; în celebrul său grup statuar "Ariadne pe panteră" (1814, Liebieg-Museum, Frankfurt) este exemplificată puterea femeii asupra pasiunilor masculine.
De-abia naturalismul îl redescoperă cu adevărat pe Dionis, la cumpăna dintre secolele XIX și XX, de pildă în autoportretul în care Lovis Corinth se reprezintă ca un Bacchus cherchelit, exponent al vitalității triumfând asupra morții (1908, colecție particulară). Bacchus corespunde în acest rol lui Pan în literatura naturalismului (Knut Hamsun) și Dionis-ului nietzschean din "Nașterea tragediei".

### Legenda
- A. Heinrichs, C. Hauser: Dionysos and his circle, Cambridge 1980.
- Mircea Eliade, Ioan P. Culianu: Dicționar al religiilor. Cu colaborarea lui H. S. Wiesner, ed. a II-a, traducere din franceză de Cezar Baltag, Humanitas: București 1996, paragrafele 16.3.5 și 16.5.
- Andrew Dalby: The Story of Bacchus, British Museum Press: London 2005, ISBN 0-7141-2255-6

### Dionis în artele plastice
- Lexikon der Kunst, editat de E. A. Seemann, Leipzig 2004, vol 2 Cin-Gree, pp. 168–169.
- John D. Beazley: Attic Black-Figure Vase-Painters, Oxford 1956.
- Dietrich von Bothmer: The Amasis Painter and his world. Vase-painting in 6. century B.C. Athens. Malibu, Calif., J. Paul Getty Museum 1985. ISBN 0-500-23443-4, ISBN 0-89236-086-0
- Papers on the Amasis painter and his world. Colloquium sponsored by the Getty Center for the History of Art and the Humanities and symposium sponsored by the J. Paul Getty Museum. Malibu, Calif., J. Paul Getty Museum 1987. ISBN 0-89236-093-3
- Hans Peter Isler: Der Töpfer Amasis und der Amasis-Maler. Bemerkungen zur Chronologie und zur Person, în: Jahrbuch des Deutschen Archäologischen Instituts 109 (1994) pp. 93–114.
- Heide Mommsen: Aμασις μεπoιεσεν. Beobachtungen zum Töpfer Amasis, în: Athenian potters and painters. The conference proceedings, Oxford 1997, p. 17-34.
- John D. Beazley: The Kleophrades painter. Nachdr. d. rev. Ausg. 1944 u. 1948. Mainz 1974. (= Forschungen zur antiken Keramik : Reihe 1, Bilder griechischer Vasen ; 6).
- John Boardman: Rotfigurige Vasen aus Athen. Die archaische Zeit, ediția a 4-a, von Zabern: Mainz 1994 (= Kulturgeschichte der Antiken Welt, vol. 4) ISBN 3-8053-0234-7
- Erika Kunze-Götte: Der Kleophrades-Maler unter Malern schwarzfiguriger Amphoren : eine Werkstattstudie. Mainz 1992.
- Michael Cosmopoulos (editor): The Parthenon and its Sculptures. Cambridge University Press: Cambridge 2004. ISBN 0-521-83673-5.
- William St. Clair: Lord Elgin and the Marbles, Oxford University Press: Oxford 1998.
- Michael Grant: Cities of Vesuvius. Pompeii and Heraculaneum , London 1971.
- Ivan Nagel: Ariadne auf dem Panther. Zur Lage der Frau um 1800, Fischer: Frankfurt a. M, 1993. ISBN 3-596-23969-9